# チキンフット (アルバム)
『チキンフット』（Chickenfoot）は、チキンフットの1枚目のスタジオ・アルバム。

## 収録曲
特記なき楽曲は、サミー・ヘイガーとジョー・サトリアーニの共作。
1. アヴェニダ・レヴォリューション - "Avenida Revolucion" - 5:56
2. ソープ・オン・ア・ロープ - "Soap on a Rope" - 5:32
3. セクシー・リトル・シング - "Sexy Little Thing" - 4:14
4. オー・イェー - "Oh Yeah" - 4:54
5. ランニン・アウト - "Runnin' Out" - 3:52
6. ゲット・イット・アップ - "Get It Up" - 4:41
7. ダウン・ザ・ドレイン - "Down the Drain" (サミー・ヘイガー、ジョー・サトリアーニ、マイケル・アンソニー、チャド・スミス) - 6:17
8. マイ・カインダ・ガール - "My Kinda Girl" - 4:32
9. ラーニング・トゥ・フォール - "Learning to Fall" - 5:13
10. ターニン・レフト - "Turnin' Left" - 5:48
11. フューチャー・イン・ザ・パスト - "Future in the Past" (サミー・ヘイガー、ジョー・サトリアーニ、マイケル・アンソニー、チャド・スミス) - 6:38
12. ビトゥン・バイ・ザ・ウルフ - "Bitten by the Wolf" (サミー・ヘイガー、ジョー・サトリアーニ、チャド・スミス) - 4:24
日本盤ボーナス・トラック。

## 参加ミュージシャン
- サミー・ヘイガー - ボーカル、リズムギター
- ジョー・サトリアーニ - リードギター、キーボード
- マイケル・アンソニー - ベース、コーラス
- チャド・スミス - ドラム、パーカッション